# پینسوپری (بوتان)
پینسوپری (به لاتین: Pinsoperi) یک منطقهٔ مسکونی در بوتان (کشور) است که در استان داگانا واقع شده‌است.